# Autoroute A1 (Tunisie)
Pour les articles homonymes, voir Autoroute A1.
L'autoroute A1 relie Tunis, capitale de la Tunisie, à Ras Jedir (frontière tuniso-libyenne) sur une longueur de 659 kilomètres sur l'axe nord-sud. 
L'ouverture de sa première section a lieu en 1981. L'autoroute relie alors Tunis à Turki puis est prolongée jusqu'à Hammamet en 1986. Il faut attendre le début des années 1990 pour que sa construction soit relancée en direction du Sahel.
Il s'agit d'une autoroute de 2 x 3 voies sur les 51 premiers kilomètres reliant Tunis à Hammamet, et de 2 x 2 voies sur les 239 kilomètres restants. La vitesse est limitée à 110 km/h, cette vitesse étant ramenée à 90 km/h en cas d'intempéries. Un système de péage « ouvert » jusqu'à M'saken est choisi dès l'extension de l'A1, en accord avec le ministère de tutelle, puis remplacé par un péage à système fermé à partir de M'saken. Le paiement est effectué à chaque barrière rencontrée pour la section à système ouvert et à chaque sortie pour la section à système fermé ; le prix est variable pour chaque type de véhicules.

## Historique
C'est en 1981 qu'est mise en service la première section reliant Tunis à Turki, suivie cinq ans plus tard par son prolongement jusqu'à Hammamet.
Il faut ensuite attendre le 24 juillet 1993 pour assister à la mise en service de la section Enfidha-M'saken (57 kilomètres pour un coût global estimé à 177 millions de dinars) ; la section manquante entre Hammamet et Enfidha est ouverte au trafic en mars 1994.
En juillet 2008 a lieu la mise en service de la section reliant M'saken à Sfax, longue d'environ 98 kilomètres et estimée à environ 430 millions de dinars. La construction est lancée le 9 août 2004, tout comme celle de la bretelle du Sahel (37 kilomètres), qui relie l'A1 à la ville de Mahdia, et de la bretelle menant l'A1 à la ville de Sfax (6 kilomètres). La section, comportant cinq échangeurs et cinq ponts principaux, se compose de deux tronçons : le premier reliant les villes de M'saken et El Jem et le second El Jem et Sfax-Nord. Cet ensemble est inauguré le 16 août 2008.

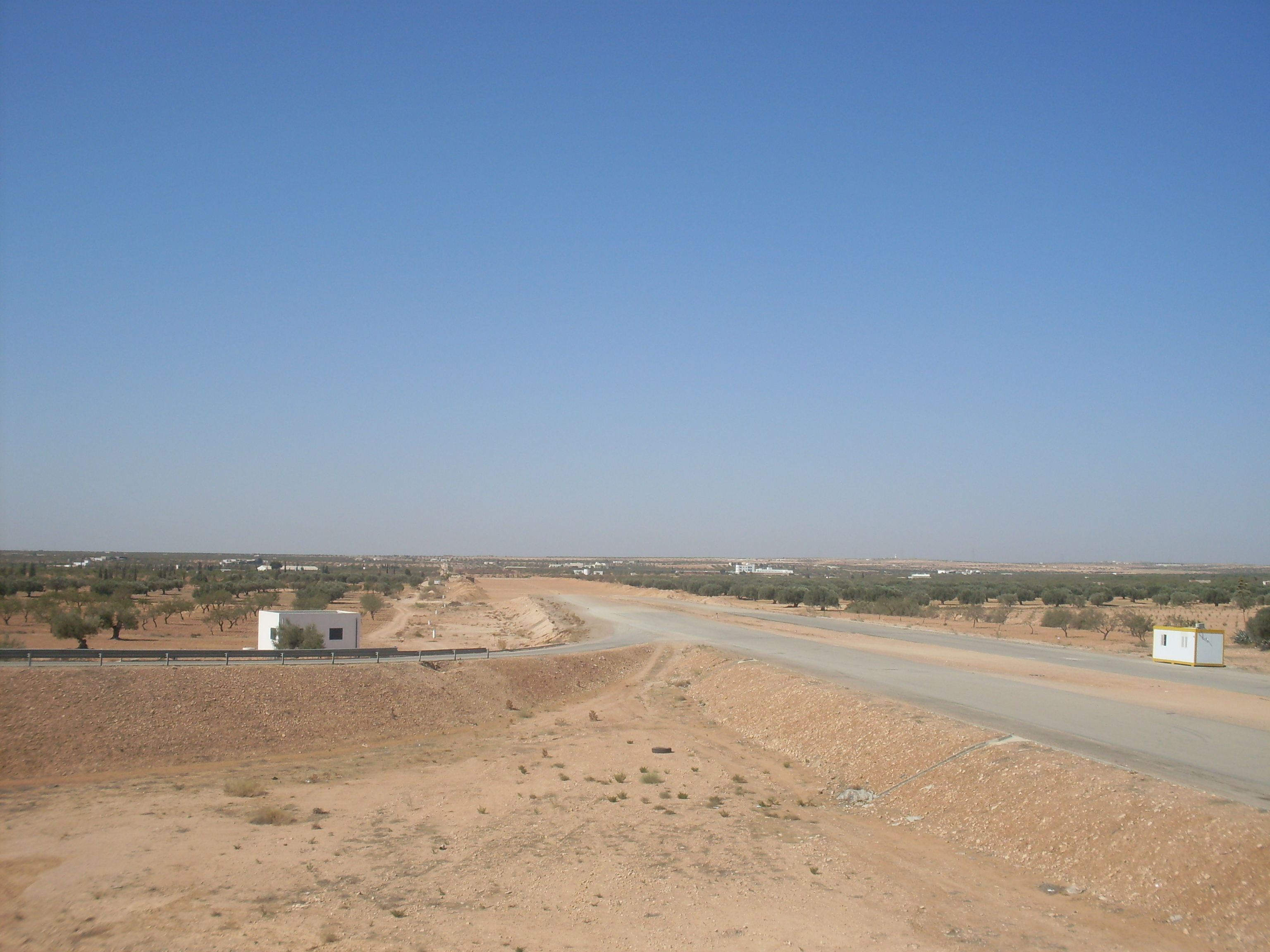
Fin de l'autoroute au niveau de Sfax en août 2010.

Les travaux du prolongement vers Gabès commencent après que les autorités concernées ont régulé la situation foncière. La section est longue de 155 kilomètres et d'un coût estimé à 817 millions de dinars. L'étude des différentes composantes du prolongement de Gabès vers Ras Jedir (frontière) sont terminées ; on estime le coût de réalisation des 188 kilomètres de ce tronçon à 1,1 milliard de dinars. La livraison, originellement prévue pour mars 2013, est repoussée car le chantier connaît des retards à la suite de la révolution de 2011. Deux tronçons d'un total de 96 kilomètres — 42 kilomètres entre Sfax et Mahrès et 54 kilomètres entre Skhira et Gabès — sont finalement inaugurés le 29 août 2017. Le 19 mars 2018, un tronçon supplémentaire de 47 kilomètres entre Mahrès et Oued Ouadrane et entre Skhira et la route de Mezzouna est ouvert, le dernier tronçon de dix kilomètres étant inauguré le 24 mai.
Quant au tronçon Gabès-Ras Jedir, le projet comporte la réalisation de cinq échangeurs (Gabès-Sud, Mareth, Médenine-Nord, Médenine-Sud et Neffatia sur la N16. Un premier tronçon reliant Médenine à Ben Gardane sur 55 kilomètres est inauguré le 27 juillet 2018. Le contournement de Gabès est inauguré le 24 décembre 2021. Le reste du tronçon est inauguré le 3 février 2023 même si seul le tronçon Gabès-Médenine est mis en service.
Une liaison express de huit kilomètres de long entre la N1 et l'A1 via Borj Cédria, dont les travaux débutent en 2011, doit permettre une jonction avec l'A1 avant la station de péage de Mornag, améliorant ainsi les conditions d'accès vers Tunis et décongestionnant la N1 du trafic de transit venant de la sortie du cap Bon. Une ouverture partielle a lieu le 25 août 2017.

## Description du tracé
L'autoroute A1 relie les grandes villes de la côte orientale à la capitale. Étroitement liée à la N1, elle représente le principal cordon de liaison entre le nord et le sud du pays. Elle débute après l'échangeur menant vers la Cité olympique de Radès et s'étend sur une longueur de 445 kilomètres. Elle comporte 28 échangeurs, quatre barrières de péage en pleine voie et quinze stations de péage sur échangeur.

### Sorties et échangeurs
- Échangeur entre A1 et Cité olympique de Radès (direction sud)
- 01 - Cité olympique de Radès (direction nord)
- 02 - Hammam Lif
- 03 - Mornag
- Péage de Mornag (péage à système ouvert)
- Échangeur entre A1 et Borj Cédria
- 04 - Grombalia
- 05 - Turki
- 06 - Hammamet-Nord
- 07 - Golf Hammamet
- 08 - Hammamet
- 09 - Hammamet-Sud
- 10 - Bouficha +  Péage
- 11 - Enfidha +  Péage
- Échangeur entre A1 et Aéroport international d'Enfidha-Hammamet
- Péage de Hergla (péage à système ouvert)
- 12 - Hergla +  Péage
- 13 - Sidi Bou Ali
- 14 - Kalâa Kebira
- 15 - Sousse
- Péage de Sousse (péage à système ouvert)
- 16 - Sousse (centre-ville)
- 17 - M'saken
- Péage de M'saken (péage à système fermé)
- 18 - Borjine +  Péage
- 19 - Kerker +  Péage
- 20 - El Jem +  Péage
- 21 - El Hencha +  Péage
- 22 - Sfax-Nord +  Péage
- 23 - Sfax-Sud +  Péage
- 24 - Mahrès +  Péage
- 25 - Ghriba +  Péage
- 26 - Skhira +  Péage
- 27 - Métouia +  Péage
- 28 - Gabès-Nord +  Péage
- 29 - Gabès-Sud +  Péage
- 30 - Mareth +  Péage
- 31 - Médenine-Nord +  Péage
- 32 - Médenine-Sud +  Péage
- 33 - Neffatia +  Péage
- 34 - Ben Gardane +  Péage

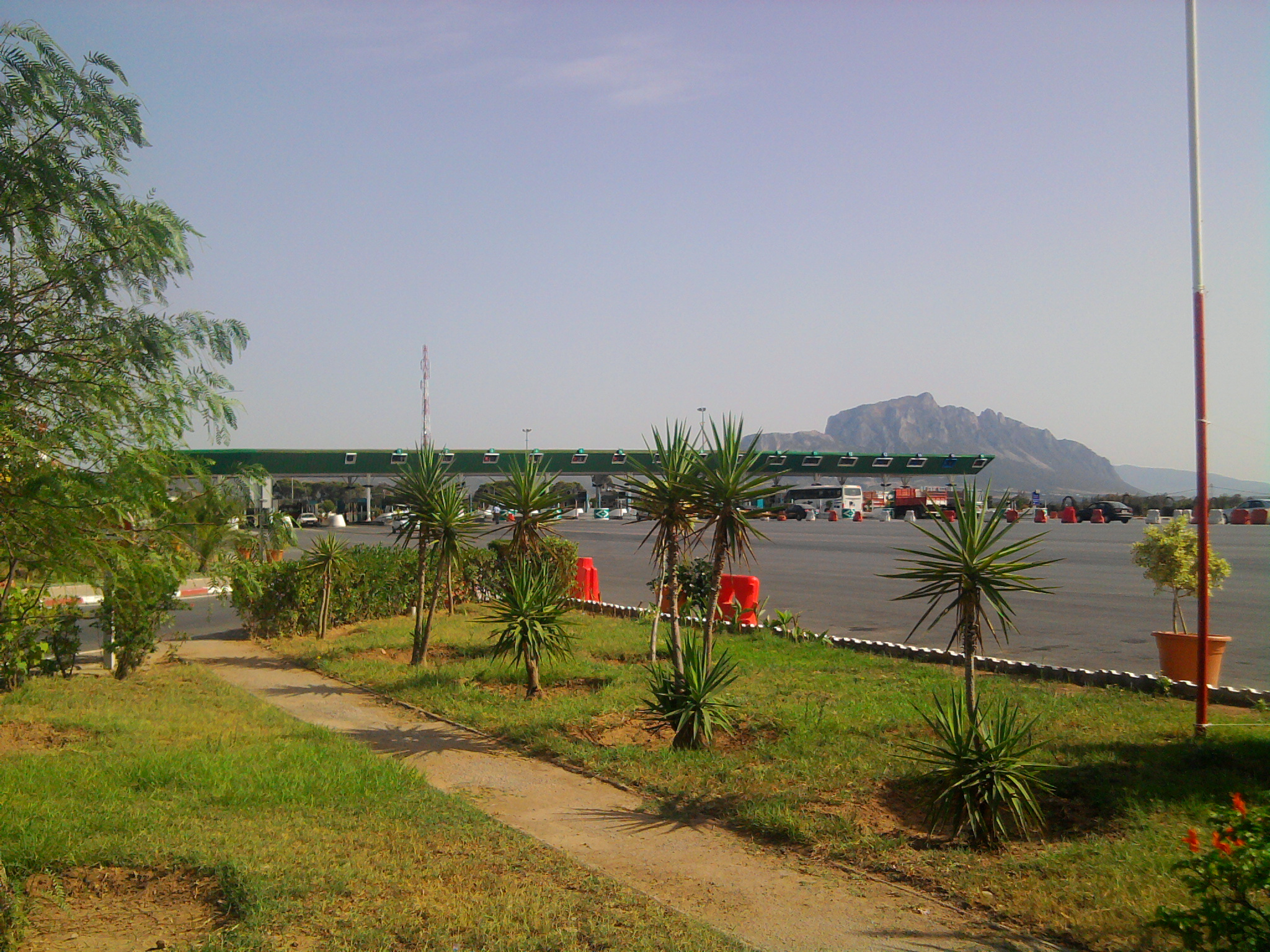
Péage de Mornag.
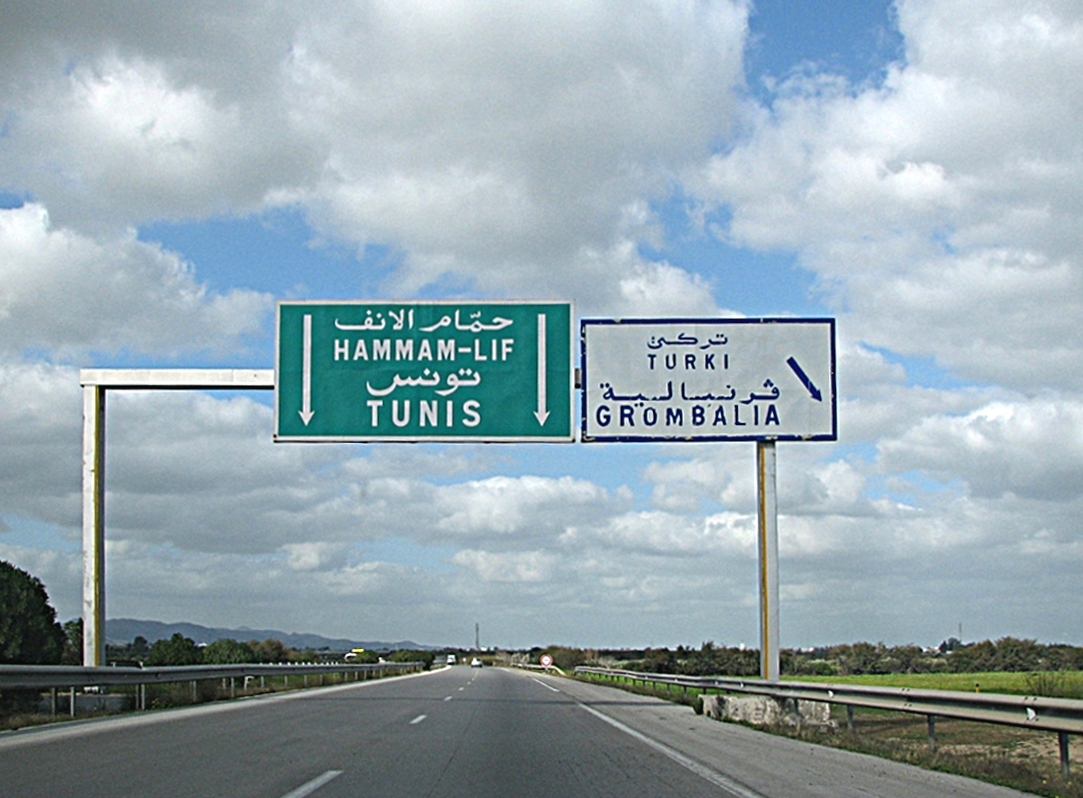
Sortie de Grombalia.
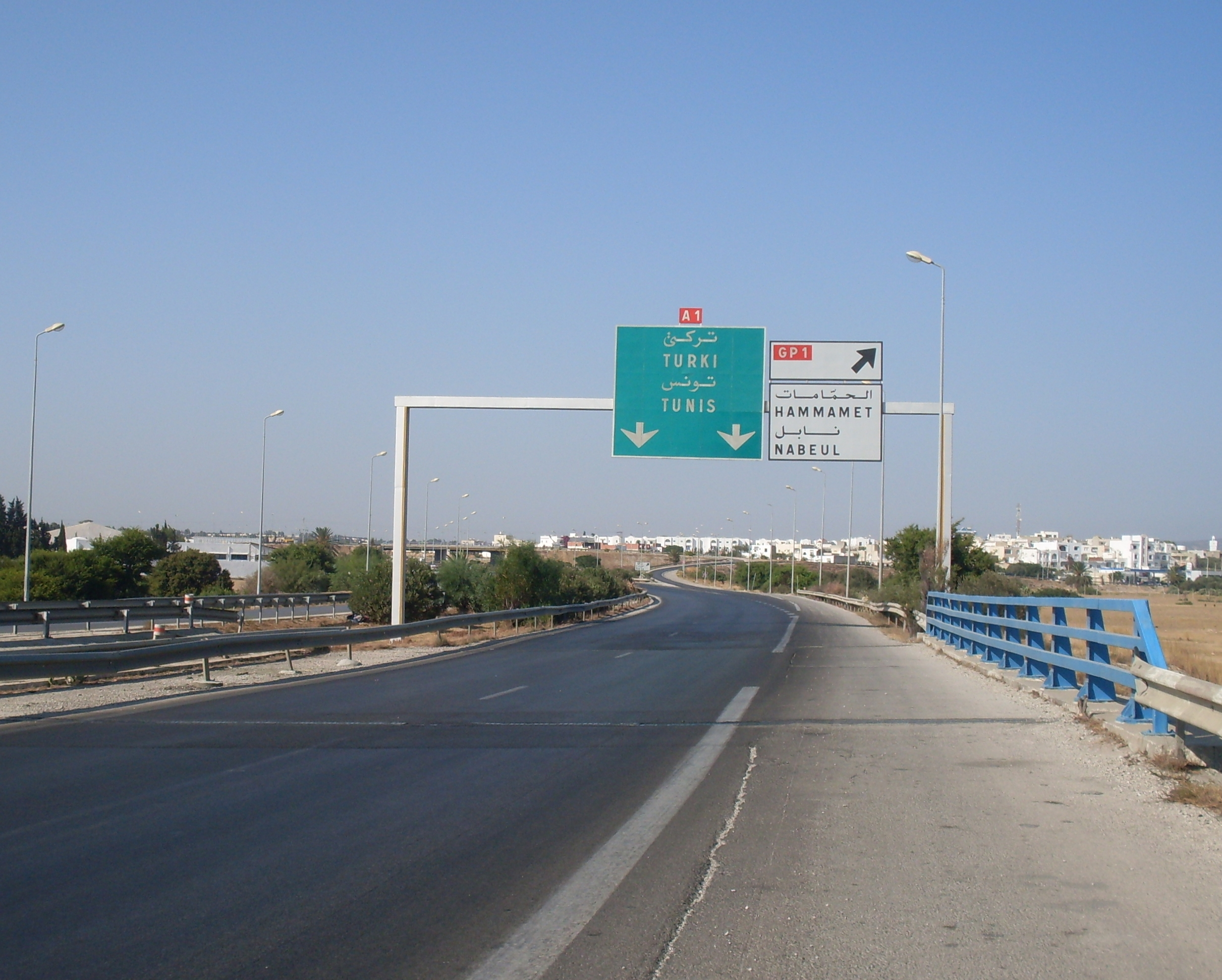
Sortie d'Hammamet.
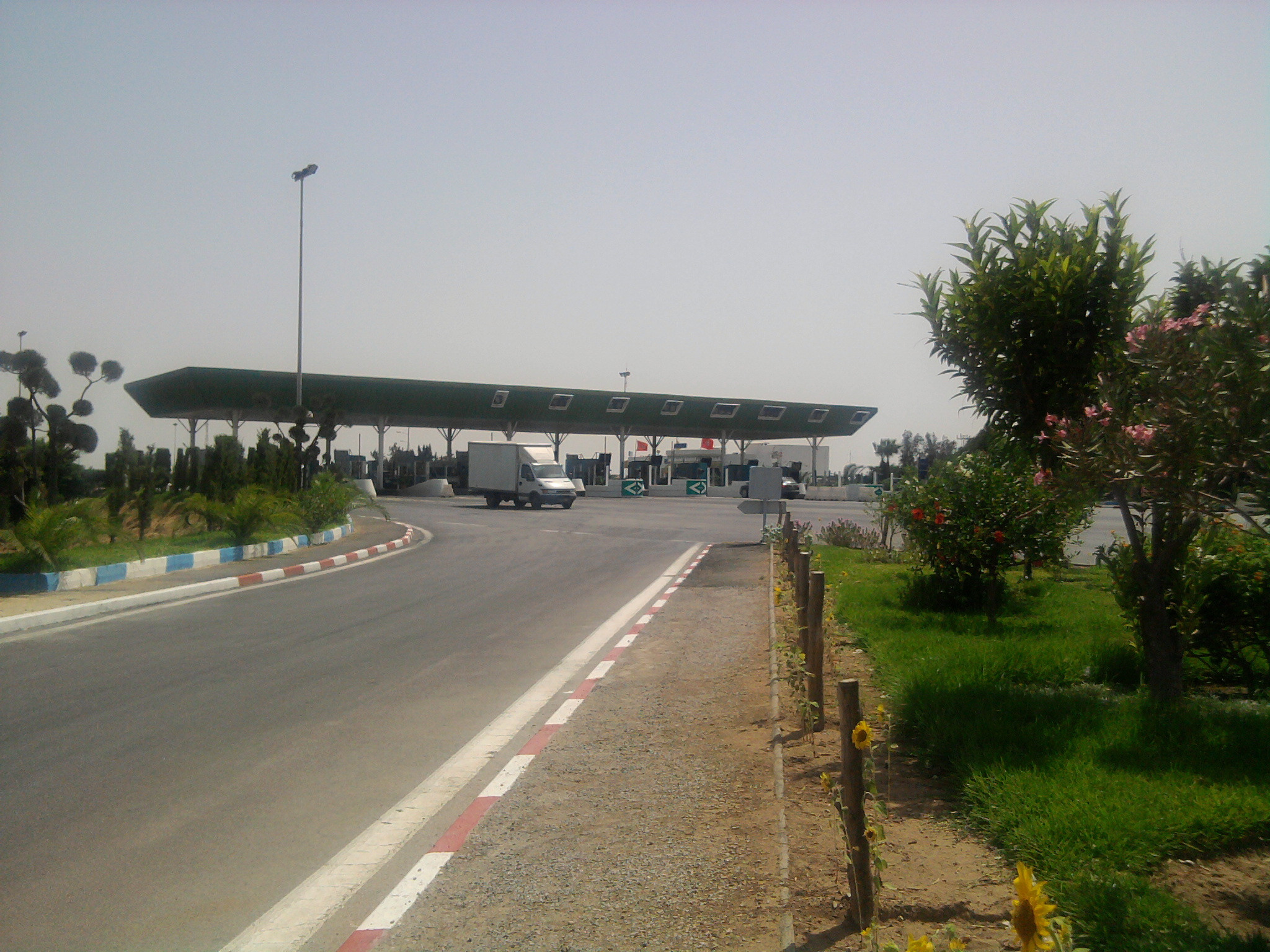
Péage de Hergla.

### Aires de service

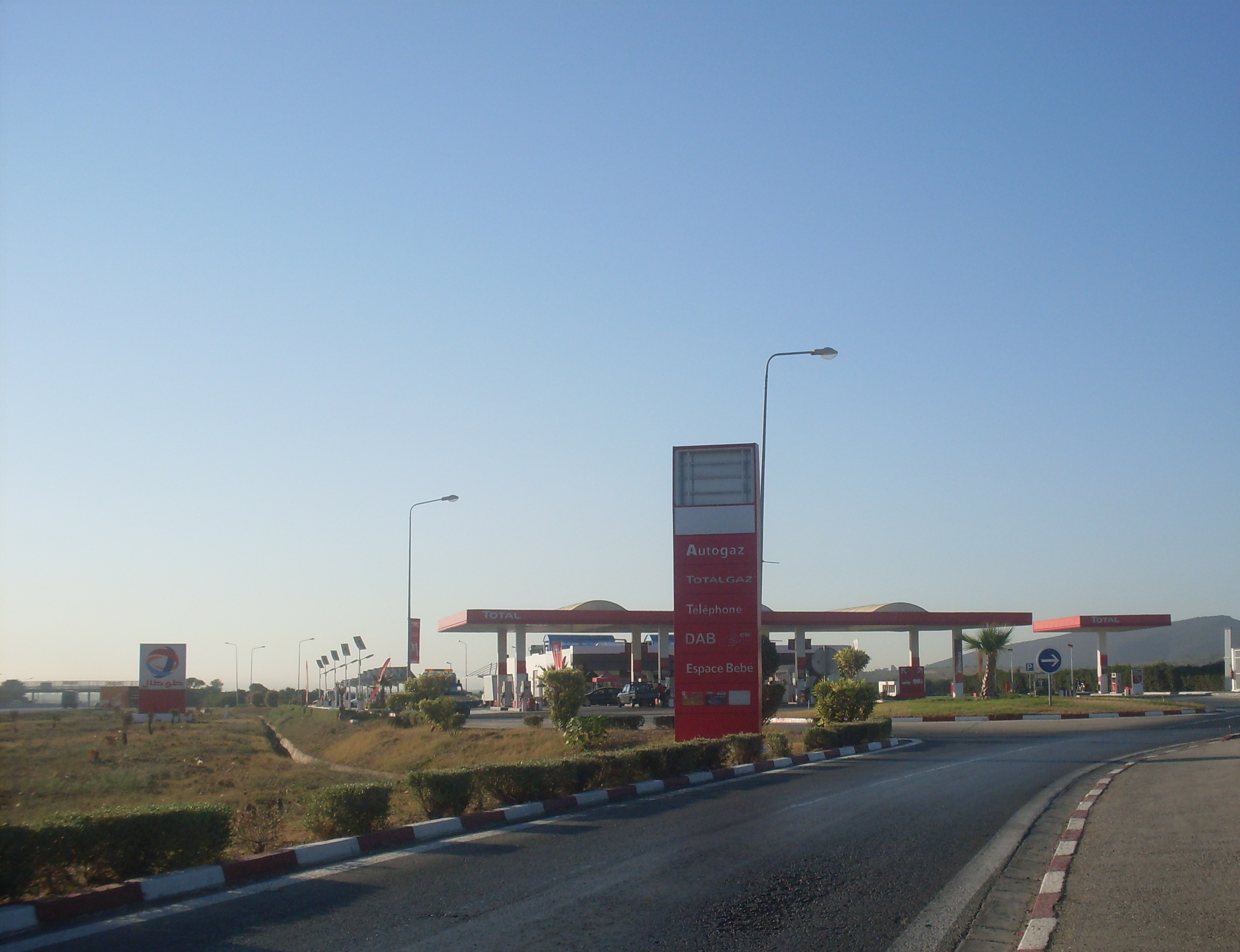
Aire de Grombalia.

- Grombalia
- Sidi Khelifa
- Borjine[16]
- El Jem

### Lieux sensibles
L'A1 présente quelques dangers dus à la saturation du trafic et à la présence de quelques pentes dangereuses :

#### Saturation du trafic
- Section Tunis-Hammamet (surtout pendant la période estivale)
- Péage de Mornag

#### Pentes dangereuses
L'autoroute passe par un col avec une forte pente à 4,5 kilomètres à l'est du péage de Mornag : l'autoroute y est élargie à trois voies dans chaque sens, dont une réservée aux véhicules lents, éclairées la nuit et la vitesse y est limitée à 90 km/h.

### Gouvernorats traversés
L'autoroute A1 traverse huit gouvernorats. La liste suivante répertorie les villes desservies et les sites visitables à proximité de l'autoroute.

#### Tunis
- Tunis

#### Ben Arous
- Ben Arous
- Radès
- Cité olympique de Radès (y compris le stade olympique)
- Hammam Lif
- Parc national de Boukornine

#### Nabeul
- Grombalia
- Hammamet
- Nabeul

#### Sousse
- Bouficha
- Enfida
- Aéroport international d'Enfidha-Hammamet
- Hergla
- Sidi Bou Ali
- Port El-Kantaoui
- Hammam Sousse
- Sousse
- Kalâa Kebira
- M'saken

#### Mahdia
- Bou Merdes
- El Jem

#### Sfax
- El Hencha
- Sakiet Ezzit
- Sfax
- Mahrès
- Skhira

#### Gabès
- Métouia
- Gabès
- Mareth

#### Médenine
- Sidi Makhlouf
- Médenine
- Ben Gardane
- Ras Jedir

## Spécificités
- Trafic intermaghrébin : Il s'agit d'un maillon essentiel de l'axe nord-sud qui accueille des trafics d'échange et de transit à destination ou en provenance de la Libye et prochainement de l'Algérie via l'A3 (avec un fort pourcentage de poids lourds de l'ordre de 30 %) ;
- Trafic régional : L'autoroute relie le sud au centre du pays via la N1 (GP1 selon l'ancienne norme) et la N2 (GP2 selon l'ancienne norme). Elle favorise également les échanges entre le centre et le nord du pays ;
- Trafic local : L'autoroute traverse la zone péri-urbaine de Mornag et joue un rôle de contournement pour les agglomérations de Sousse, Hammamet et Grombalia.

Généralement, l'autoroute bénéficie d'une surélévation par rapport au terrain naturel en zone de remblais. La section en déblais la plus importante est la section qui correspond à la traversée de la montée et du col du Khanguet (kilomètre 13,875) sur environ quatre kilomètres de déblai et sur une emprise de 28 mètres.

## Trafic
L'autoroute canalise un important trafic de transit et un important trafic local. Elle est également un axe privilégié pour la desserte urbaine interne à l'agglomération de Tunis. Les prémices de la saturation du trafic se font sentir en période estivale et aux heures de pointe. Le niveau de 28 000 véhicules par jour, considéré comme une valeur seuil pour un passage à 2 x 3 voies, est déjà largement dépassé sur certaines sections. De plus, le trafic augmente de l'ordre de 5 à 7 % par an et Tunis devrait connaître, dans les prochaines années, un rythme de croissance parmi les plus élevés du territoire national. Aussi, à long terme, l'autoroute sera complètement saturée avec tous les risques que cela comporte en matière de sécurité routière et de nuisances environnementales. Ainsi, le projet de dédoublement de l'A1a par une autoroute A1b à 2 x 3 voies entre les échangeurs de Turki et d'Hammamet permettra de restaurer le niveau de service de l'A1 pour le trafic de transit en dédiant l'autoroute actuelle (A1a) aux trafics d'échanges et de desserte locale.
En conséquence, l'État, concédant de l'autoroute, a demandé à Tunisie Autoroutes, son concessionnaire, de mettre à l'étude l'élargissement de cet axe sur ces cinquante premiers kilomètres jusqu'à l'échangeur d'Hammamet. Cette décision majeure pour éviter la congestion du réseau routier et autoroutier de la côte orientale permet d'améliorer cette artère aussi bien pour les automobilistes qui l'empruntent que pour les riverains confrontés aux nuisances grandissantes du trafic croissant.

## Projet d'élargissement

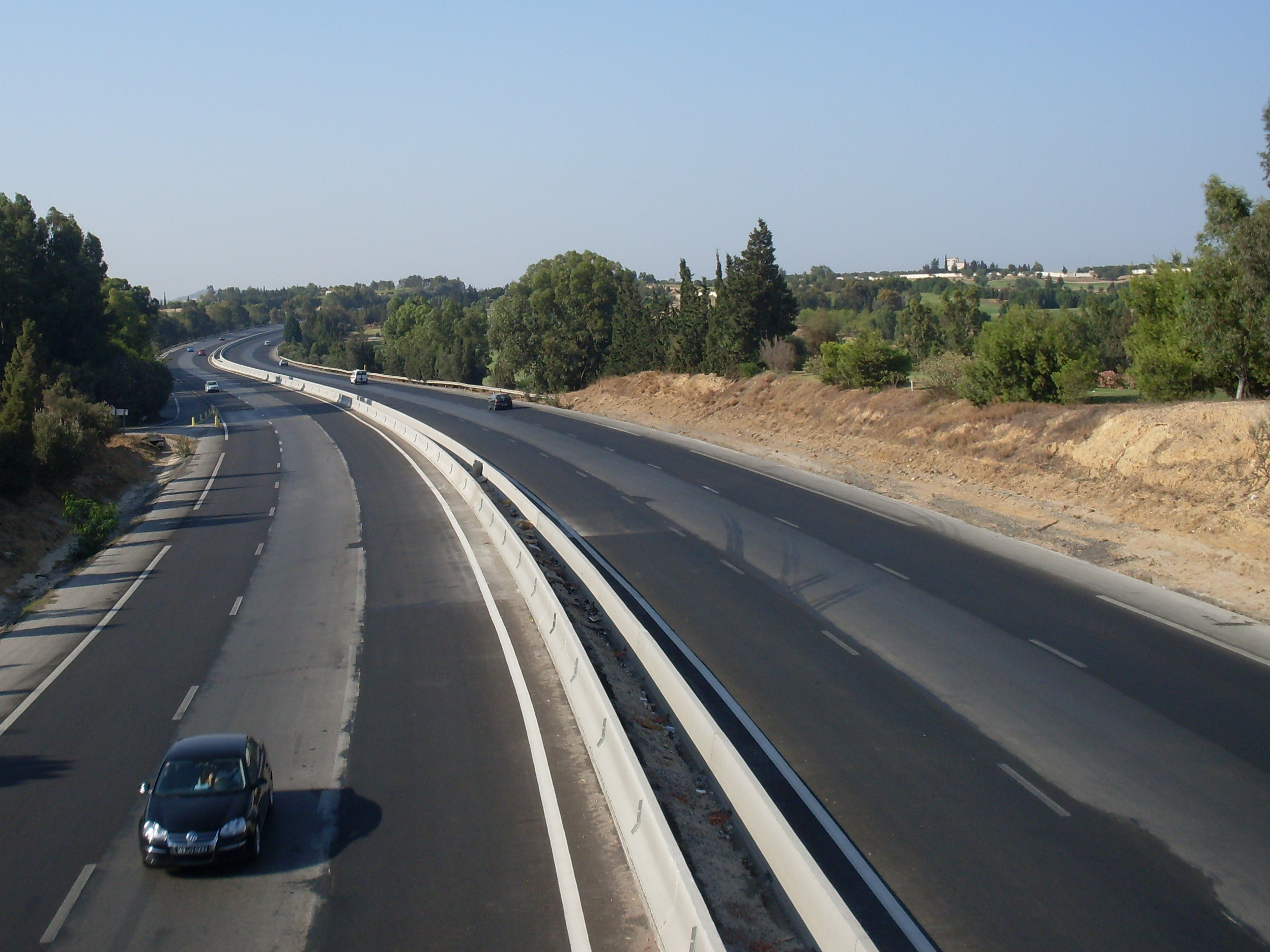
Tronçon élargi au niveau d'Hammamet.

Le projet avait pour but d'augmenter la capacité de l'autoroute et d'accroître la sécurité. En ce sens, la société Tunisie Autoroutes se proposait de confier l'étude d'ingénierie à SCET-Tunisie afin de vérifier la faisabilité du projet. Une fois arrêtées les grandes lignes du projet, une analyse des données a été présentée sous la forme d'un avant-projet qui permet d'opter pour une décision définitive sur le choix à effectuer. Tunisie Autoroutes a pu ainsi statuer sur l'opportunité et le financement de l'opération. SCET-Tunisie devait envisager plusieurs situations :
- l'élargissement simple ;
- l'élargissement avec renforcement de certains tronçons ou de l'ensemble de l'itinéraire considéré :
- l'élargissement des grands ouvrages hydrauliques : Oued Abid (kilomètre 23) et Oued Tahouna (kilomètre 28).

D'autres variantes d'aménagement ont pu être envisagées lors de la détermination de la rentabilité des investissements à effectuer : 
- la suppression des points noirs (col d'El Khanguet entre le kilomètre 14 et le kilomètre 18) et l'homogénéisation du tracé ;
- l'aménagement des interruptions du terre-plein central ;
- des raccordements aux extrémités de l'aire de péage de Mornag (kilomètre 10) ;
- l'aménagement des accès autorisant aux automobilistes des zones urbaines la traversée de l'autoroute entre le kilomètre 3 et le kilomètre 7.

SCET-Tunisie a présenté un rapport d'établissement regroupant l'ensemble des éléments nécessaires pour l'examen et le choix de la solution adoptée. L'impact du projet sur l'environnement a été l'un des critères du choix. Les caractéristiques à donner à l'autoroute et les points à desservir obligatoirement étant connus, le tracé existant est pris comme référence pour l'exécution de la nouvelle chaussée :
- la vitesse de base qui dépend à la fois des possibilités offertes par la configuration du terrain et de l'importance de la liaison réalisée (120 km/h) ;
- la largeur qui dépend du trafic de pointe escompté et du terrain disponible (largeur de 50 mètres dont 34 mètres emprise totale de la chaussée).

À ces éléments de base correspondent des caractéristiques géométriques maxima ou minima. Toutefois, toutes les fois qu'on le peut sans dépense supplémentaire notable, il faut donner à la route un tracé meilleur que l'exigerait le strict respect des impératifs géométriques propres à l'autoroute existante. Le choix des caractéristiques de la troisième voie doit également tenir compte de la nature des sols rencontrés qui doit être appréciée en considération de la portance du terrain de fondation et des possibilités de fourniture de matériaux pour la construction de la chaussée, de l'importance des terrassements (au niveau du terre-plein central) et du nombre et du type des ouvrages hydrauliques à élargir. Parallèlement à cette connaissance qualitative du terrain doit s'ajouter une mesure quantifiée de la capacité du sol à porter une autoroute et son trafic. Ces caractéristiques seront déterminées à la suite d'une étude géotechnique comportant des essais in situ et de laboratoire et qui permet l'appréciation des natures des sols (aux abords du terre-plein central pour la chaussée) et les ouvrages de franchissement hydrauliques concernés.
La section de l'autoroute concernée avait auparavant le profil suivant : 
- deux chaussées de sept mètres de largeur chacune ;
- deux bandes d'arrêt d'urgence de trois mètres de largeur ;
- un terre-plein central de douze mètres de large ;
- une berme (côté extérieur) d'un mètre de large ;
- un arrondi de talus de 0,50 mètre de largeur en remblai ou un dispositif de drainage en déblai.

## Programme d'aménagement
À terme, ce projet a pour conséquence pratique l'élargissement de l'autoroute dans les deux sens de circulation. Cette réalisation assure :
- le prolongement autoroutier entre l'A1 et la sortie sud de Tunis sans carrefour giratoire ;
- la desserte locale des zones d'activités comme celles de Grombalia et d'Hammamet.

### Circulation améliorée

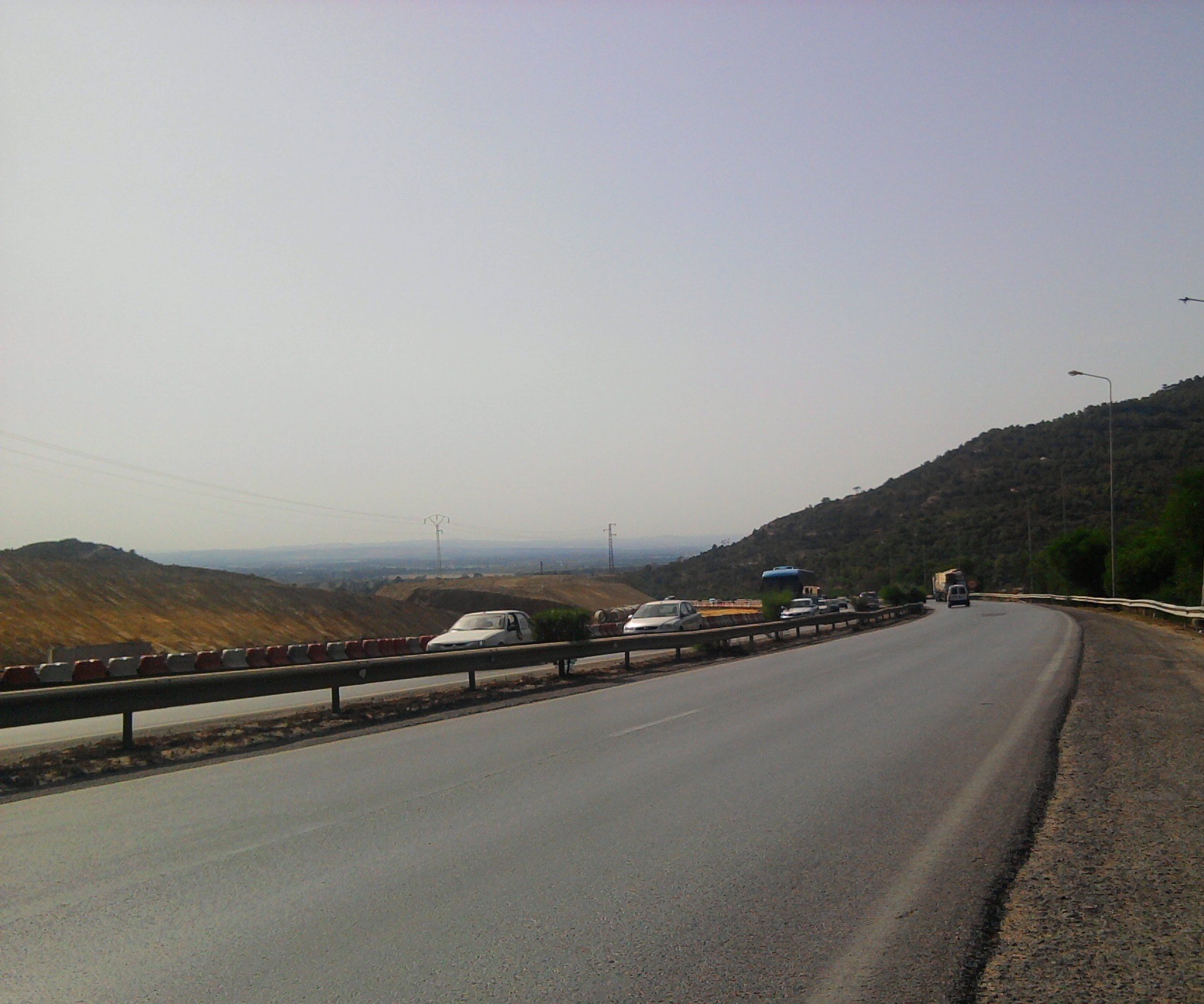
Zone d'El Khanget.

Attendue depuis longtemps par ses utilisateurs, la mise en 2 x 3 voies de l'autoroute doit fluidifier le trafic, non seulement en période estivale mais également toute l'année en cas d'accidents. Elle améliore la sécurité des automobilistes et réduit les perturbations causées par les travaux de maintenance et par les accidents, tant sur l'autoroute que sur le réseau local qui est totalement saturé lors d'accidents sur l'A1.

### Intégration environnementale
Le tracé s'inscrit à proximité de zones touristiques (Yasmine Hammamet) et de plusieurs zones naturelles sensibles, dont celles d'El Khanget et de Grombalia (dans un contexte souvent périurbain). L'élargissement est l'occasion d'une mise à niveau très importante des aménagements pour la préservation et le respect de l'environnement.

### Protection acoustique
Dans le cadre du projet, la limitation des nuisances sonores est une priorité. La protection des habitations est assurée par la mise en place de dispositifs acoustiques de hauteurs adaptées, complétés le cas échéant par des isolations de façade nécessaires au respect des niveaux de bruit réglementaires de jour comme de nuit.

### Protection hydraulique
Le projet est conçu de manière à limiter les risques de pollution : il s'agit de limiter la pollution chronique liée au trafic et de prévenir les conséquences de pollutions accidentelles (par exemple lorsqu'un poids lourd se renverse sur la chaussée et déverse des produits toxiques). Les eaux de ruissellement issues de la chaussée sont collectées, décantées et traitées par un réseau d'assainissement spécifique avant rejet dans le milieu naturel.

### Retombées économiques
Le montant de l'opération, évalué à plus de cinquante millions de dinars, génère des retombées pour les entreprises locales et régionales.